# Wolfgang Caspar Printz
Wolfgang Caspar Printz (Waldthurn, 10 d'octubre de 1641 - Sorau, 13 d'octubre de 1717) fou un compositor i musicògraf alemany.
Després de fer sòlids i extensos estudis musicals, seguí els cursos de teologia de la Universitat d'Altorff i després va voler predicar el protestantisme en el Palatinat, pel que fou empresonat, no recobrant la llibertat sinó fent la promesa de tornar a ocupar-se en matèries religioses. Llavors entrà com a tenor en la capella electoral del Palatinat, però una nova controvèrsia religiosa l'obligà abandonar el càrrec i el país, dirigint-se a peu cap Itàlia. Al passar per Màntua caigué malalt, i en guarir-se retornà Alemanya també a peu. Successivament fou mestre de capella a Promnitz, cantor a Trebiel i des de 1665 fins a la seva mort fou primer cantor i després mestre de capella a Sorau.
Prints va escriure gran nombre d'obres didàctiques, en les que s'hi mesclen l'erudició i la ingenuïtat, però que tenen, tanmateix, importància en el conjunt de la literatura musical del segle xvii. Les principals són: 
- Kurtzer Bericht Wie man einen jungen Knaben auf das leichteste nach ietziger Manier könne singen lehren (1666);
- Compendium musicae...ad..Oden...componendam (1668);
- Phrynis Mitilenæus oder Satyrischer Komponist (1676-77);
- Musica modulatoria vocalis (1678);
- Exercitationes musicae theoretico-practicae de consonantiis singulis (1687-89);
- Historische Beschreibung der edlen Sing und Klingkunst (1690).

Se li atribueix, a més, les novel·les musicals, signades amb pseudònim. Musicus magnanimus (1691), Musicus curiosus (1691), i Musicus vexatus (1690). Finalment el mateix Printz diu en el prefaci de la seva Historische Beschreibung, que va compondre molta música, però no s'ha conservat res d'ell.